# 固体通讯
《固体通讯》（英語：Solid State Communications，简写），也译《固态通讯》，是一份由愛思唯爾出版的凝聚态物理学学术期刊，实行同行评审，每两月出一刊。《固体通讯》刊登凝聚态物理领域的原创性理论、实验研究。1963年，《固体物理学与固体化学杂志》的论文栏目（Letters）与原刊物分离，成立了《固体通讯》。